# Гёзлеме

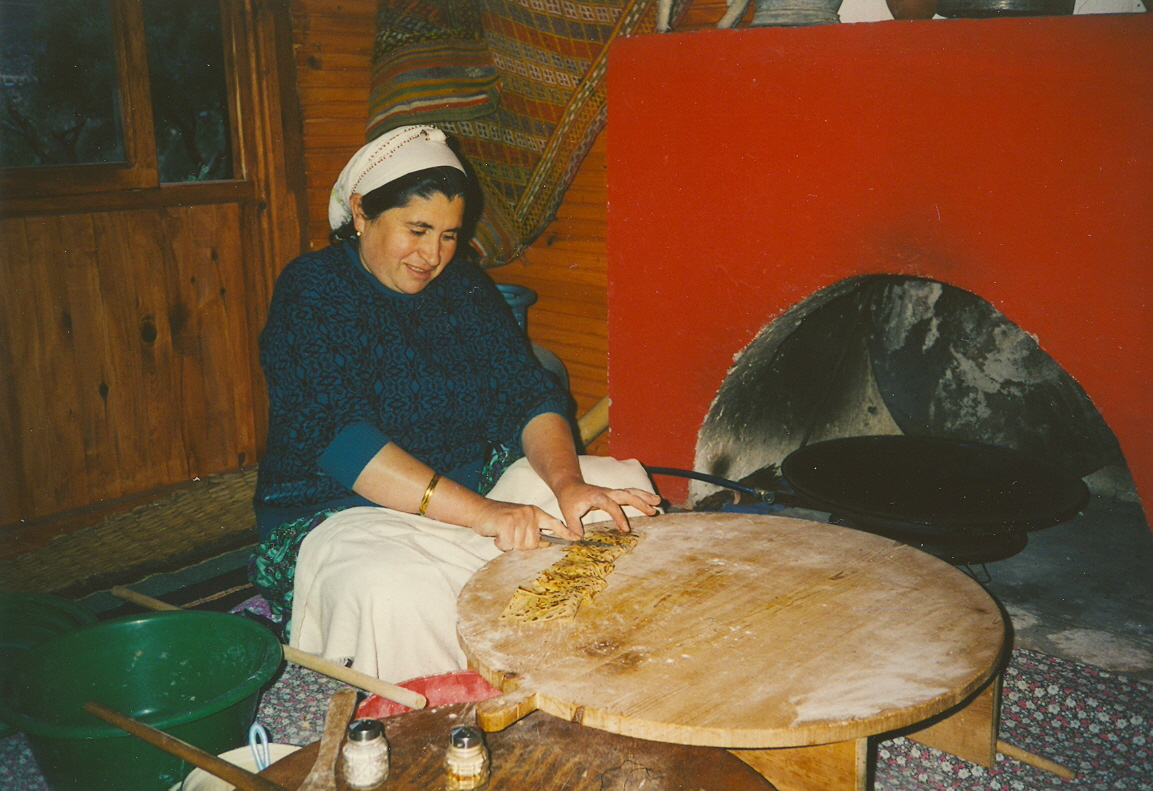
Приготовление гёзлеме в одном из ресторанов Антальи

Гёзлеме (тур. Gözleme) — традиционное блюдо турецкой кухни в виде лепёшки с начинкой, завёрнутой внутри. Гёзлеме выпекается на сковороде, называемой  садж.

## Этимология
Слово gözleme происходит от турецкого слова közleme, что означает «жарить / готовить на углях». Это слово может в конечном счёте восходить к турецкому слову köz, что означает «гореть». В связи с тем, что в старотурецком алфавите звуки К и Г обозначались одинаково, остаётся неясным, когда произошёл переход согласных от köz к göz. Самая старая запись этого слова на тюркском языке датируется 1477 годом. Впервые оно засвидетельствовано в персидско-турецком словаре Lügat-i Halîmî, а также найдено в путевых заметках Эвлия Челеби.

## История
Первоначально это было блюдо для завтрака или лёгкая домашняя закуска. Во второй половине XX века оно стало элементом быстрого питания в Турции, предлагается в качестве как простых, так и изысканных блюд. С традиционными начинками, например, обжаренная говядина и лук, шпинат и фета, картофель и чеснок и т. д., и новыми, например, шоколад и цедра апельсина; грецкий орех и банан с мёдом; копчёный лосось и яйца и т. д. Встречается в ресторанах, кафе и тележках с едой.
Начинкой для гёзлеме может быть:
- Шпинат с сыром фета[4]
- Шпинат с сыром фета и рубленым мясом
- Шпинат с сыром фета и яйцом
- Морепродукты
- Яйцо
- Рубленое мясо, фарш[5][6]
- Сыр
- Картофель
- Грибы
- Шпинат с кинзой

## Галерея

Gözleme
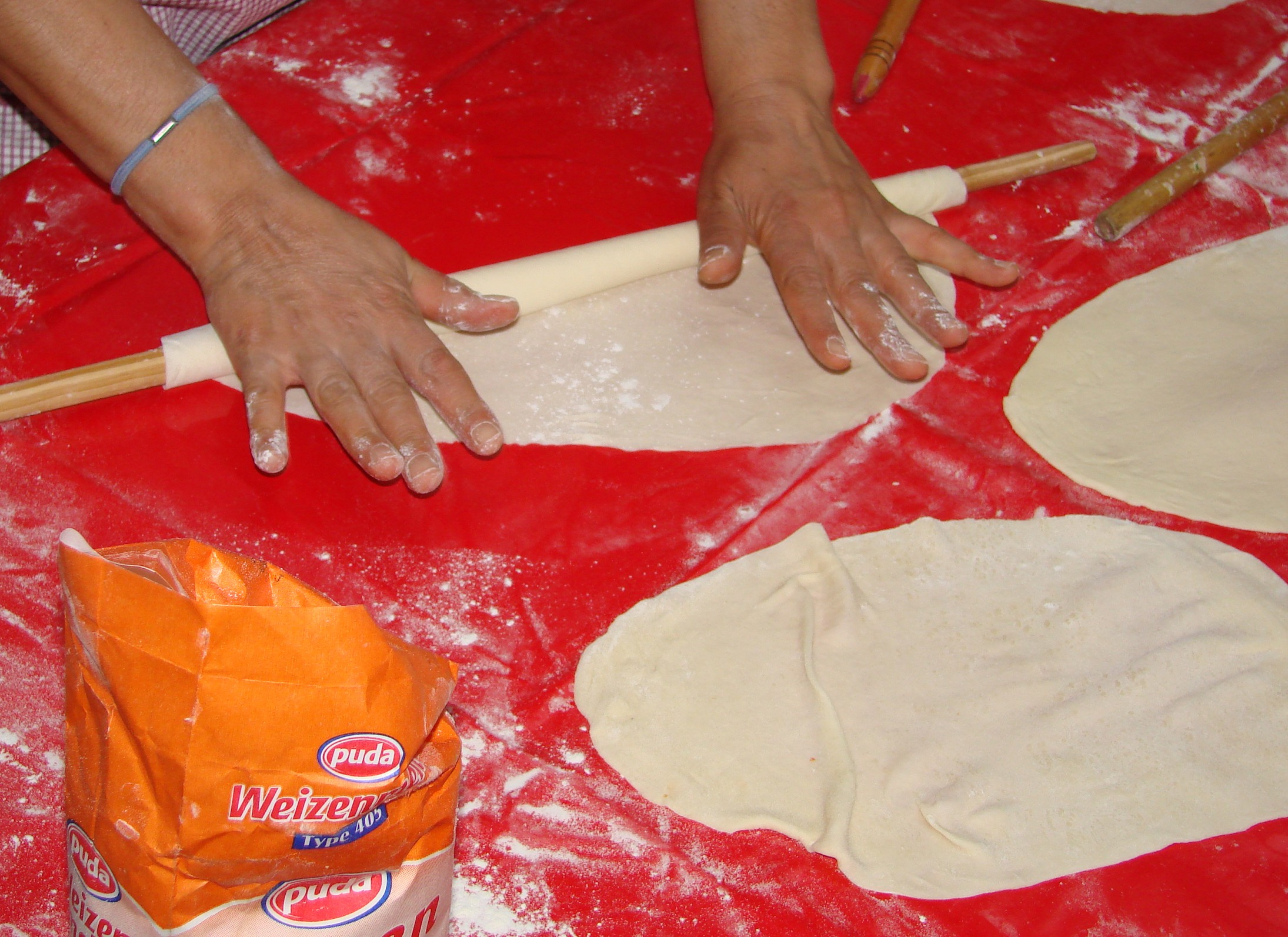
Раскатывание теста
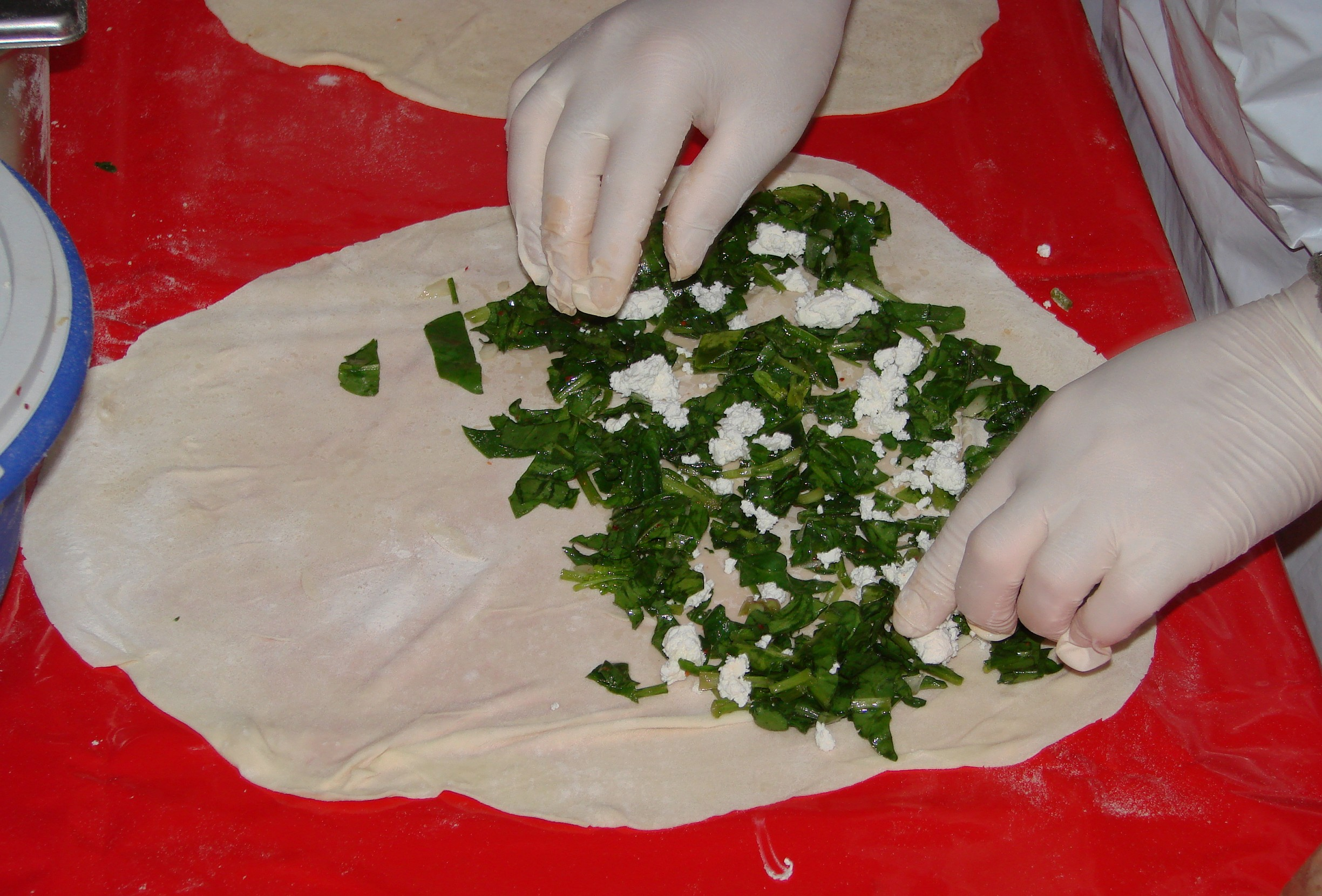
Приготовление гёзлеме со шпинатом, петрушкой и турецким белым сыром
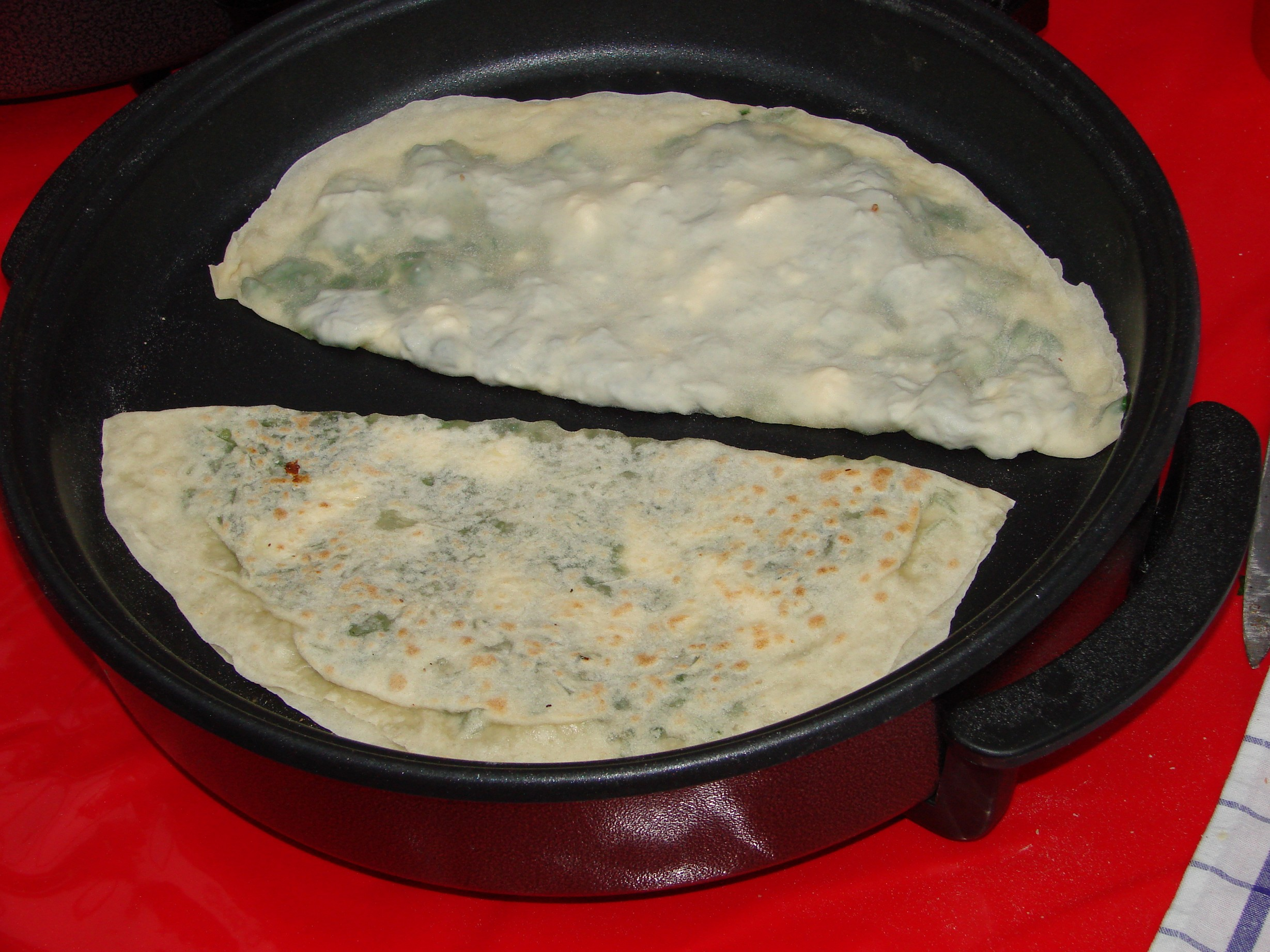
Лепёшки жарятся на садже, пока они не станут золотисто-коричневыми
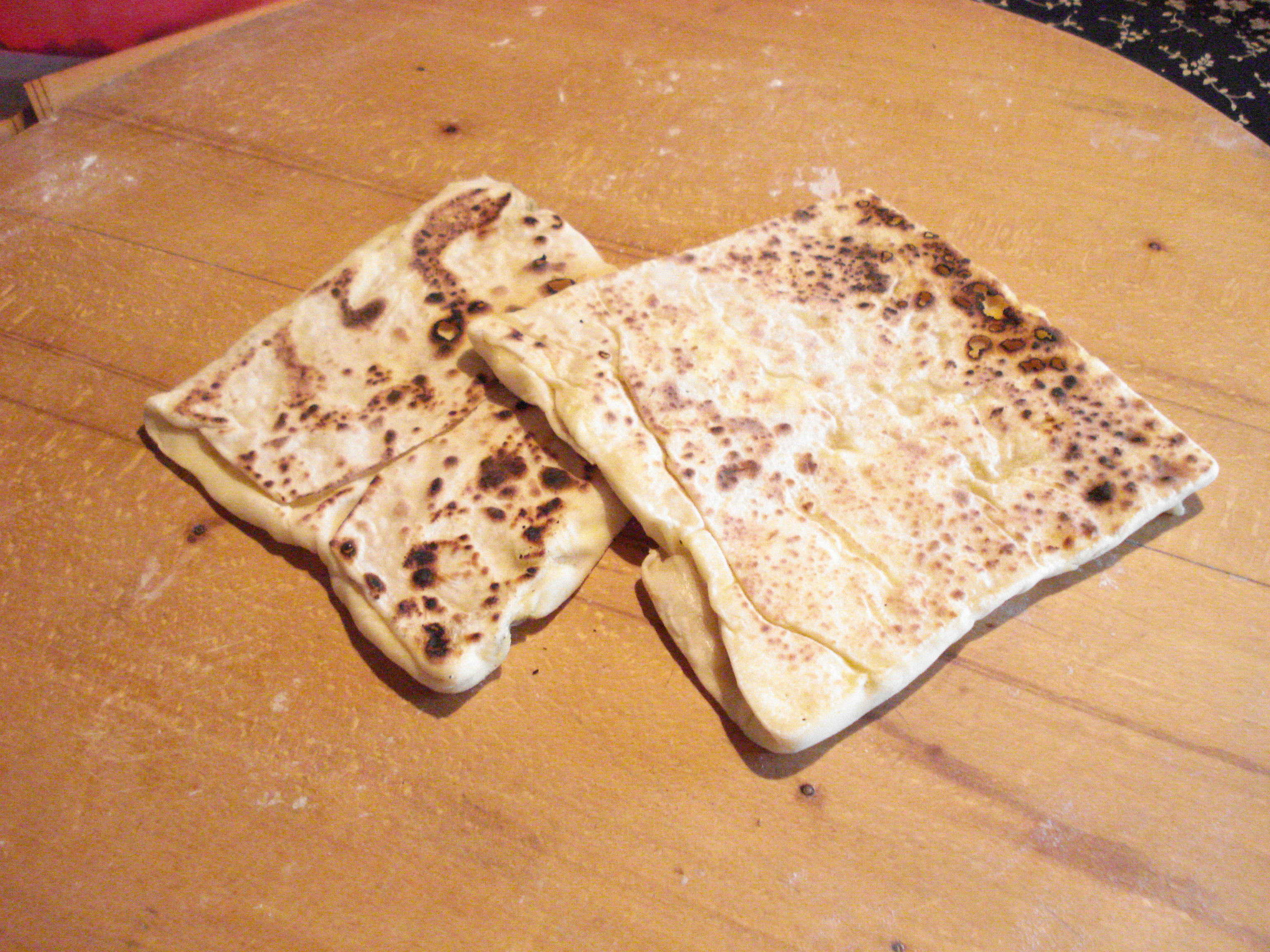
Готовые кусочки гёзлеме лежат на столе перед подачей на стол
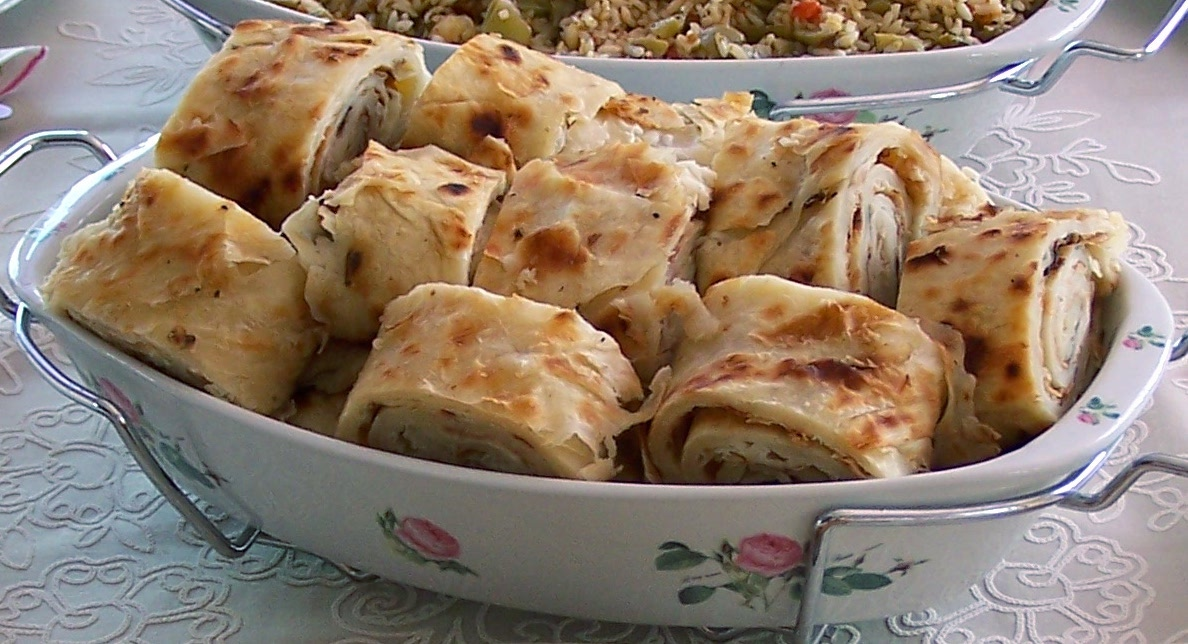
Гёзлеме можно подавать в плоском виде на тарелке с дополнительными начинками, свернуть как врап или разрезать на кусочки, как показано на этой картинке
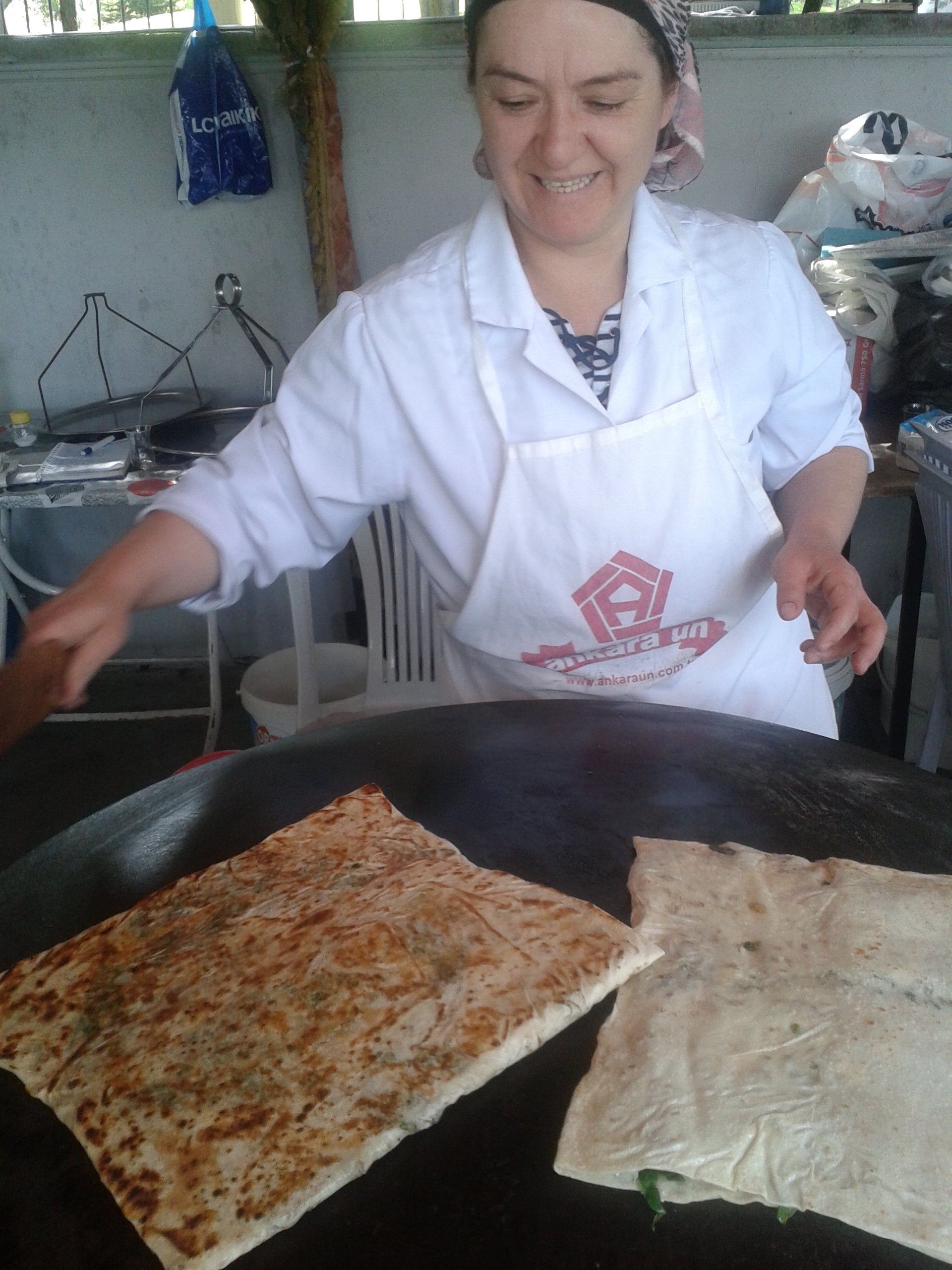
Женщина готовит гёзлеме в Анкаре, выпечка изготавливается в разных формах